# Fernando Botero

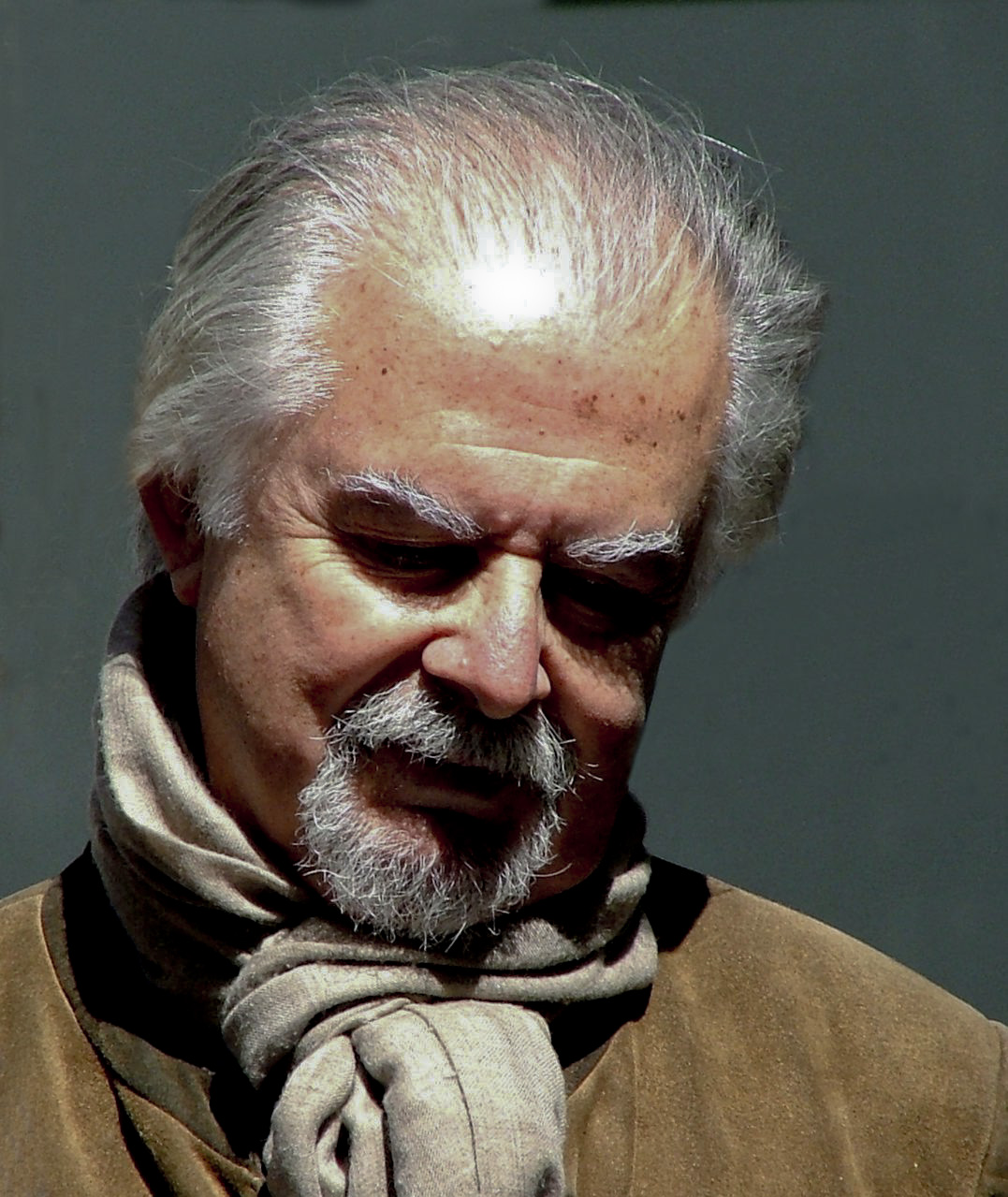
Fernando Botero, 2006

Fernando Botero (* 19. April 1932 in Medellín; † 15. September 2023 in Monaco) war ein kolumbianischer Maler und ab 1976 auch Bildhauer.

## Leben und Werk

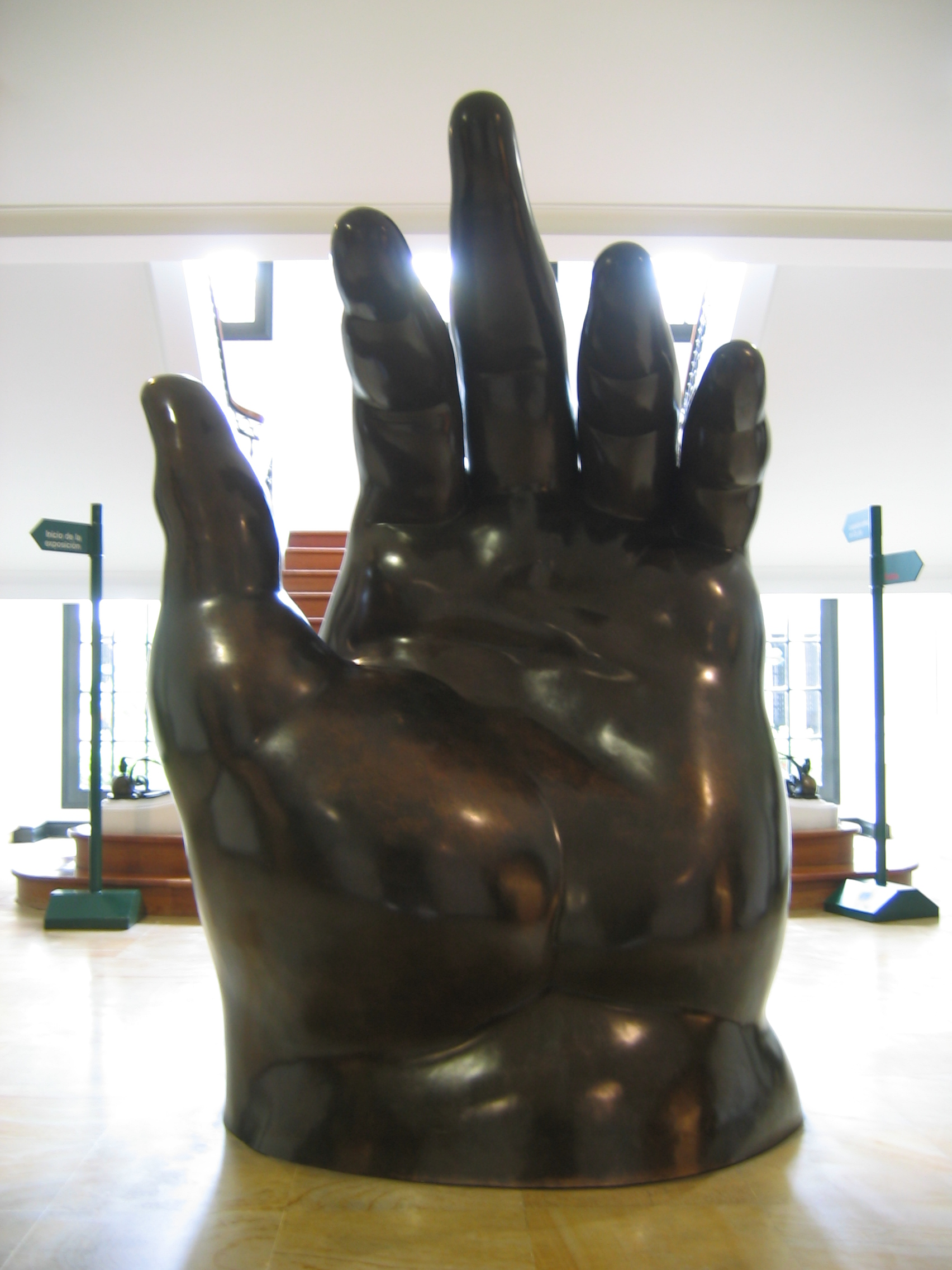
Kunstwerk Hand von Botero in Bogotá, 2005

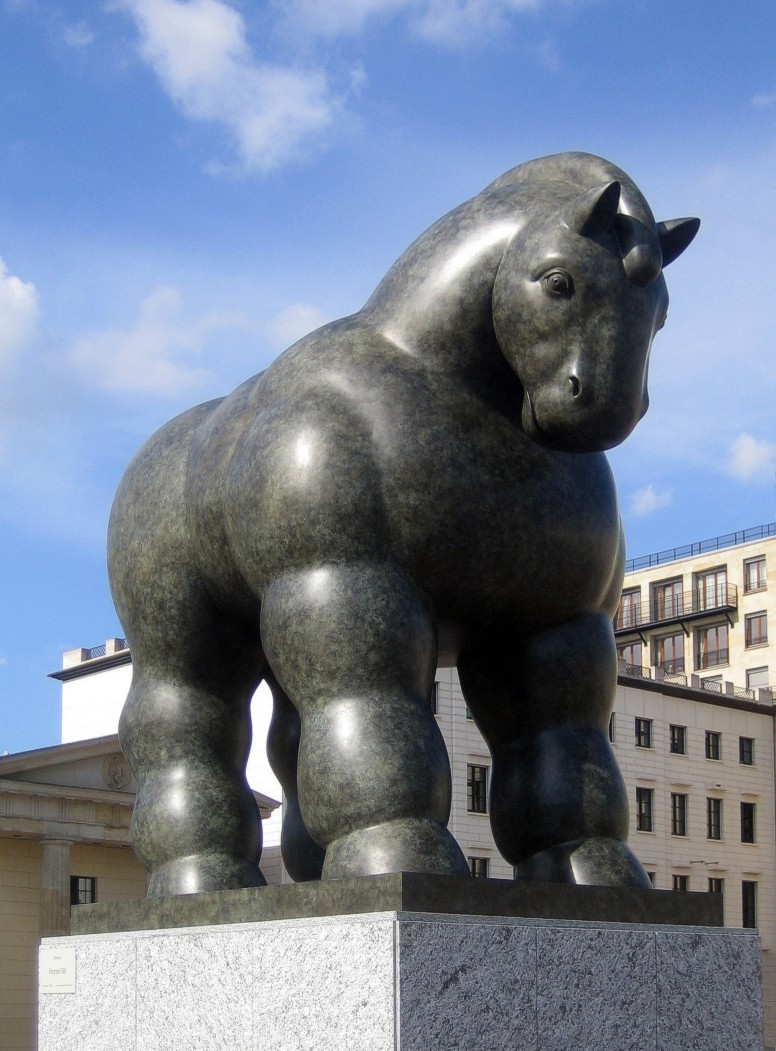
Pferd in Berlin (Foto 2007)

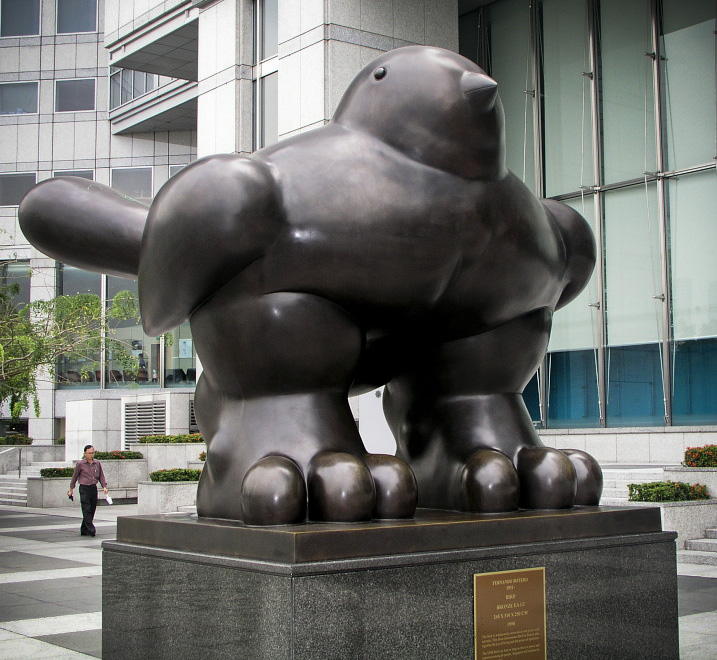
Bird in Singapur (Foto 2006)

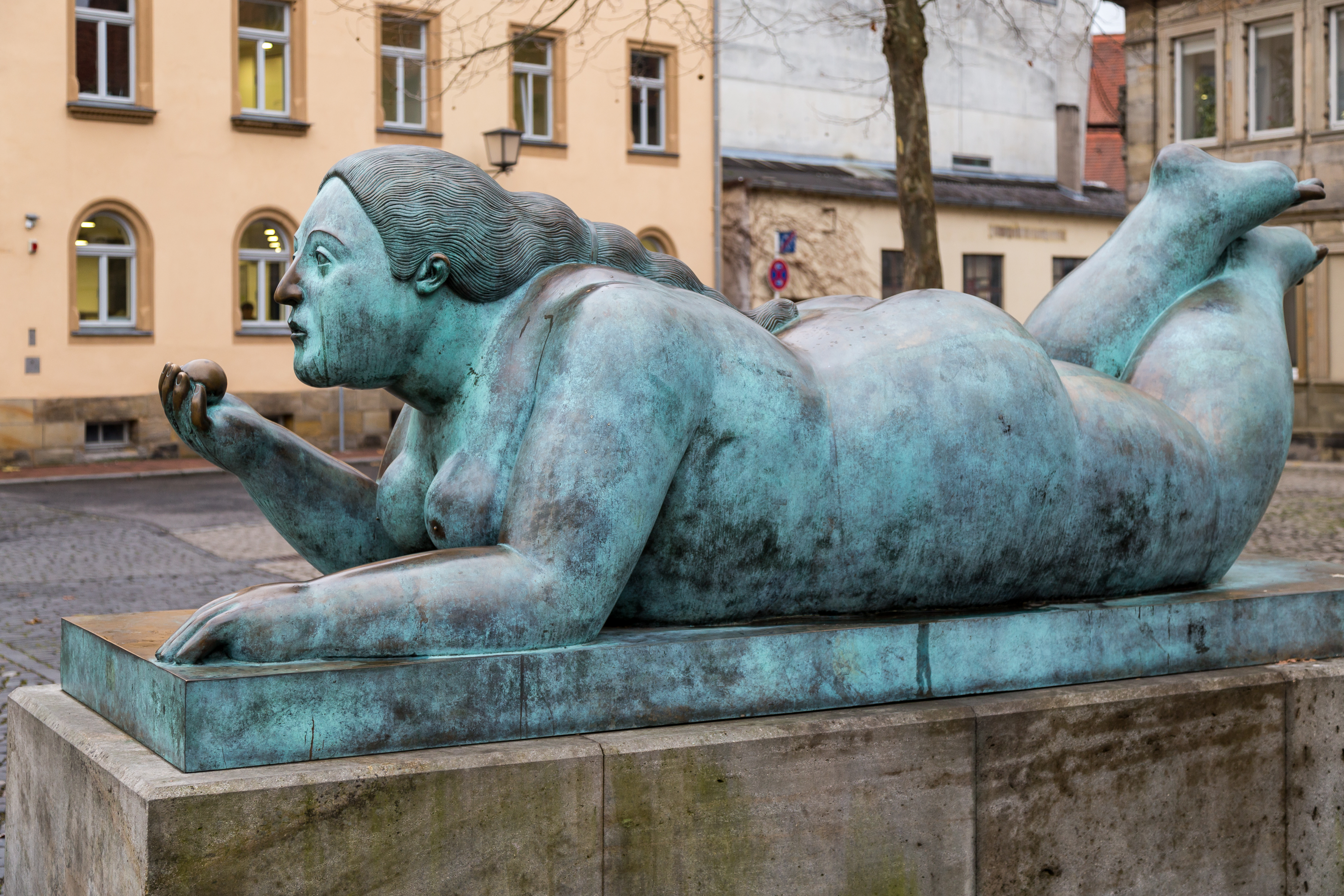
Liegende mit Frucht in Bamberg (Foto 2013)

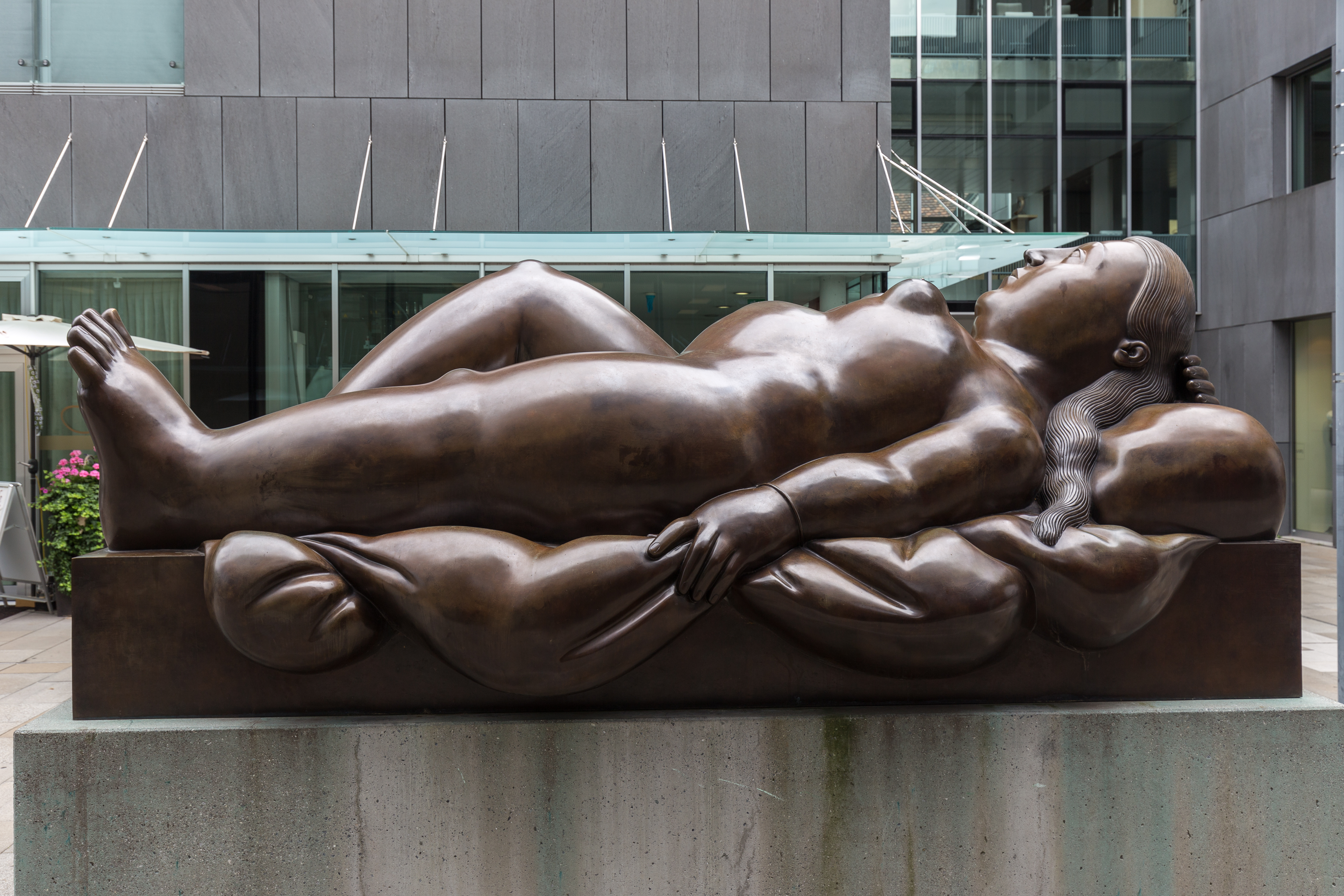
Reclining Woman von Fernando Botero in Vaduz (Foto 2018)

Fernando Botero war einer der bekanntesten bildenden Künstler Lateinamerikas. Geboren wurde er 1932 als Sohn einer in bescheidenen Verhältnissen in den Anden lebenden Familie. Noch als Sekundarschüler begann Fernando Botero im Alter von 12 Jahren zu malen. Er verdiente sich seinen Lebensunterhalt schnell als Designer und Illustrator. Mit 16 Jahren nahm er 1948 zum ersten Mal an einer Ausstellung von Malern in Medellín teil. 1951 zog er nach Bogotá, weil das Leben dort kulturell reichhaltiger war, und kurz darauf nach Europa.
Bereits Ende der 1950er Jahre hat er zu seinem eigenen, heute weltberühmten Stil gefunden. Sein Thema ist der Mensch, das menschliche Leben mit all seinen Facetten. Die Darstellung der Figur erlebt eine besondere Ausprägung in seinen Arbeiten, denn er zeigt den menschlichen Körper wie auch alle anderen Formen in überzeichneten Proportionen. Die Kunst von Botero verfügt über eine sehr spezielle Charakteristik. Alle seine Figuren sind dick – sehr dick. In seiner Ästhetik sind dicke Menschen schön. Somit bilden seine Bilder dicke Menschen ab: Könige, Soldaten, aber auch Tänzerinnen und Toreros, die man eher mit dünnen Figuren assoziieren würde. 1977 schuf er beispielsweise eine Variation von Leonardo da Vincis Mona Lisa mit kugelrundem Gesicht. Auf diese Art und Weise steigert er die sinnliche Präsenz, ein Stilmittel, das fortan zu seinem prägenden Gestaltungsmerkmal wird. Wie kaum ein anderer Künstler hat sich Botero intensiv mit der Kunstgeschichte und Tradition auseinandergesetzt – von Piero della Francesca über Rubens zu Picasso.
Er erforschte, wie diese Maler vor ihm, den Raum und die Präsenz der Form. Boteros Gemälde leben von der Spannung, die sich durch den Gegensatz der Üppigkeit der menschlichen Figur und der gleichzeitigen Reduktion der Details aufbaut.
Nach ersten plastischen Arbeiten Anfang der 1960er Jahre widmete sich Botero ab 1976 mehr und mehr der Skulptur. Auch hier finden sich die für ihn wichtigen Themen wieder: die sinnlichen Formen, der Umgang mit Volumen und die technische Perfektion.
Wie Astor Piazzolla in der Musik oder Gabriel García Márquez in der Literatur repräsentierte er wie kaum ein Anderer das Bild der lateinamerikanischen Kulturen. Botero selbst bezeichnete sich als „den kolumbianischsten aller kolumbianischen Maler“. Seine grotesk-naiven Figuren mit aufgeblähten Körpern verstand er als Symbole einer degenerierten Kolonialbourgeoisie.
Er lebte im italienischen Pietrasanta, unterhielt dort ein Atelier und hat in der Chiesa de la Misericordia Dantes Göttliche Komödie mit zwei Bildern illustriert. Er war Ehrenbürger von Pietrasanta.
Fernando Botero war seit 1978 mit der griechisch-kolumbianischen Künstlerin Sophia Vari verheiratet, die einige Monate vor ihm im Mai 2023 an den Folgen einer langjährigen Krebserkrankung starb.
In Bamberg wurden 1998 auf dem von Bernd Goldmann, dem seinerzeitigen Direktor des Internationalen Künstlerhauses Villa Concordia initiierten „Bamberger Weg moderner Skulpturen“ eine Vielzahl von Plastiken im gesamten Stadtgebiet ausgestellt. Im Anschluss an die Präsentation erwarb die Stadt mit Hilfe zahlreicher Spender Boteros Liegende mit Frucht.
2006 sorgte er mit seinen Gemälden zum Folterskandal im Abu-Ghuraib-Gefängnis für Aufsehen.
Im Herbst 2007 waren Werke von Botero in Berlin im Lustgarten und vor dem Brandenburger Tor zu sehen.
Zum Abschluss des 26. Filmfest München wurde am 28. Juni 2008 der Dokumentarfilm „Botero – Born in Medellin“ in Anwesenheit des Künstlers und des deutschen Regisseurs Peter Schamoni uraufgeführt. Der Film erzählt die Lebensgeschichte und den beruflichen Werdegang Boteros.
Im September 2023 starb Botero im Alter von 91 Jahren.

## Auszeichnungen
- 1958: Erster Nationalpreis für Malerei im Salón Nacional de Artistas de Colombia für La Camara Degli Sposi.

## Filme
- 2007: Bravo Botero! – Regie: Peter Schamoni (Dokumentarfilm)
- 2008: Botero – Geboren in Medellín – Regie: Peter Schamoni (Dokumentarfilm)
- 2018: Botero – Regie: Don Millar (Dokumentarfilm)